# U23-Judo-Europameisterschaften
Die U23-Judo-Europameisterschaften oder auch European U23 Judo Championships sind ein jährlich stattfindender internationaler Judo-Wettbewerb der Europäischen Judo-Union für europäische Judoka unter 23 Jahren. Seit 2021 findet in den Folgetagen auch ein Mannschaftswettbewerb im Mixed-Team-Format statt.
Der letzte Wettbewerb wurde in Potsdam, Deutschland abgehalten. Der nächste Wettbewerb wird im November 2024 in Piła, Polen ausgetragen.

## Wettkämpfe
| Jahr | Zeitraum         | Gastgeber                         | Halle                                         | Nationen | Athleten | Quellen              |
| ---- | ---------------- | --------------------------------- | --------------------------------------------- | -------- | -------- | -------------------- |
| 2003 | 3.–4. November   | Armenien, Jerevan                 |                                               |          |          | [ 4 ]                |
| 2004 | 27.–28. November | Slowenien, Ljubljana              |                                               |          |          | [ 5 ]                |
| 2005 | 19.–20. November | Ukraine, Kiew                     |                                               |          |          | [ 6 ]                |
| 2006 | 25. November     | Russland, Moskau                  |                                               |          |          | [ 7 ]                |
| 2007 | 24.–25. November | Österreich, Salzburg              |                                               |          |          | [ 8 ] [ 9 ]          |
| 2008 | 21.–23. November | Kroatien, Zagreb                  |                                               |          |          | [ 10 ] [ 11 ]        |
| 2009 | 20.–22. November | Türkei, Antalya                   |                                               |          |          | [ 12 ] [ 13 ]        |
| 2010 | 19.–21. November | Bosnien und Herzegowina, Sarajevo |                                               |          |          | [ 14 ] [ 15 ]        |
| 2011 | 18.–20. November | Russland, Tyumen                  |                                               |          |          | [ 16 ] [ 17 ]        |
| 2012 | 16.–18. November | Tschechien, Prag                  |                                               |          |          | [ 18 ] [ 19 ]        |
| 2013 | 15.–17. November | Bulgarien, Samokov                |                                               |          |          | [ 20 ] [ 21 ]        |
| 2014 | 14.–16. November | Polen, Breslau                    |                                               |          |          | [ 22 ] [ 23 ]        |
| 2015 | 13.–15. November | Slowakei, Bratislava              | Eurovia Aréna                                 | 36       | 320      | [ 24 ] [ 25 ] [ 26 ] |
| 2016 | 11.–12. November | Israel, Tel Aviv                  | Shlomo Group Arena                            | 40       | 321      | [ 27 ] [ 28 ] [ 29 ] |
| 2017 | 10.–12. November | Montenegro, Podgorica             | Sportski centar Morača                        | 40       | 301      | [ 30 ] [ 31 ] [ 32 ] |
| 2018 | 2.–4. November   | Ungarn, Győr                      | Audi Arena                                    | 37       | 296      | [ 33 ] [ 34 ] [ 35 ] |
| 2019 | 1.–3. November   | Russland, Izhevsk                 | Izhstal Sport Palace                          | 33       | 235      | [ 36 ] [ 37 ] [ 38 ] |
| 2020 | 9.–10. November  | Kroatien, Poreč                   | Intersport Hall                               | 36       | 327      | [ 39 ] [ 40 ] [ 41 ] |
| 2021 | 5.–7. November   | Ungarn, Budapest,                 | Nationale Universität für Öffentlichen Dienst | 38       | 297      | [ 42 ] [ 43 ] [ 44 ] |
| 2022 | 28.–30. Oktober  | Bosnien und Herzegowina, Sarajevo | Arena Hotel Hills                             | 40       | 300      | [ 45 ]               |
| 2023 | 17.–19. November | Deutschland, Potsdam              | MBS Arena Potsdam                             | 37       | 310      | [ 2 ]                |
| 2024 | 15.–17. November | Polen, Piła                       |                                               |          |          | [ 3 ]                |

## Mannschaftswettkampf
| Jahr | Gold        | Silber      | Bronze | Bronze     | Quellen       |
| 2021 | Georgien    | Russland    | Ungarn | Frankreich | [ 46 ] [ 47 ] |
| 2022 | Türkei      | Deutschland | Ungarn | Georgien   | [ 48 ]        |
| 2023 | Deutschland | Niederlande | Ungarn | Georgien   | [ 49 ]        |